# AKANE LIV
AKANE LIV（アカネ リブ、8月24日 - ）は、日本の女優・歌手。元宝塚歌劇団雪組の男役。
スウェーデン、県立大清水高等学校出身。身長168cm。愛称は「あかね」。宝塚歌劇団時代の芸名は神月 茜（かみづき あかね）。
所属事務所はVOICE OF JAPAN。

## 来歴
1997年、宝塚音楽学校入学。
1999年、宝塚歌劇団に85期生として入団。入団時の成績は6番。雪組公演「再会／ノバ・ボサ・ノバ」で神月茜として初舞台。組まわりを経て雪組に配属。
2004年7月11日、「スサノオ／タカラヅカ・グローリー!」東京公演千秋楽をもって、宝塚歌劇団を退団。
退団後はイギリスへと留学。ロンドンで行われたBeckenham FestivalでSinger of The Yearを受賞。
2005年に帰国後、舞台女優としての活動を再開。
2009年にシンフォニックメタルバンド「LIV MOON」を結成。ソロ名義を含め、これまでに多くのアルバムをリリースしている。

## 宝塚歌劇団時代の主な舞台

### 初舞台
- 1999年4 - 5月、雪組『再会』『ノバ・ボサ・ノバ』（宝塚大劇場）

### 組まわり
- 1999年5 - 6月、月組『螺旋のオルフェ』『ノバ・ボサ・ノバ』（宝塚大劇場のみ）
- 1999年7 - 8月、雪組『再会』『ノバ・ボサ・ノバ』（1000days劇場）

### 雪組時代
- 2000年8月、『デパートメント・ストア／凱旋門』（東京）新人公演：アンリ（本役：貴城けい）
- 2001年2月、『猛き黄金の国 -士魂商才!岩崎彌太郎の青春-／パッサージュ -硝子の空の記憶-』新人公演：川田小一郎（本役：貴城けい）
- 2001年10月、『愛 燃える -呉王夫差-／Rose Garden』新人公演：張良（本役：未来優希）
- 2001年11月、『OVER THE MOON -月影瞳クロニクル-』（バウ）フレッド
- 2002年4月、『風と共に去りぬ』（日生）スチュアート・タールトン
- 2002年5月、『追憶のバルセロナ／ON THE 5th -ヴィレッジからハーレムまで-』新人公演：アルバラード（本役：立樹遥）
- 2002年10月、『再会／華麗なる千拍子2002』（全国ツアー）ミッシェル
- 2003年1月、『春麗の淡き光に －朱天童子異聞－／Joyfull!!』八熊童子、新人公演：渡辺綱（本役：悠なお輝）
- 2003年6月、『春麗の淡き光に －朱天童子異聞－／Joyfull!!』（全国ツアー）茨木童子
- 2003年8月、『Romance de Paris／レ・コラージュ －音のアラベスク－』
- 2004年1月、『送られなかった手紙』（バウ・東京特別公演）ニコライ皇太子
- 2004年4月、『スサノオ -創国の魁（さきがけ）-／タカラヅカ・グローリー!』新人公演：アメノウズメ（本役：音月桂） 退団公演
- 2004年5月、朝海ひかるディナーショー『Mannish』

## 宝塚歌劇団退団後の主な活動

### 舞台
- 2005年、『Red shoes,Black stockings』（ル・テアトル銀座）
- 2006年、『赤毛のアン』（日生劇場・梅田芸術劇場・中日劇場） - アン・シャーリー
- 2007年、『ジキル&ハイド』（日生劇場・梅田芸術劇場・中日劇場）
- 2007年、『赤毛のアン』（東京国際フォーラム・さいたま市文化センター） - アン・シャーリー
- 2008年、『ペテン師と詐欺師』（日生劇場・全国）
- 2008年、『フラガール』（赤坂ACTシアター・全国）
- 2008年、『ラ・カージュ・オ・フォール』（日生劇場・梅田芸術劇場）
- 2009年、『シラノ』（日生劇場）
- 2009年、『オペラ・ド・マランドロ』（東京芸術劇場）
- 2010年、『BLUE & RED』（天王洲 銀河劇場）
- 2011年、『MITSUKO』（青山劇場・梅田芸術劇場） - イダ
- 2012年、『薔薇降る夜に蒼き雨降る』（天王洲 銀河劇場）
- 2013年、『ロックオペラ モーツァルト』（東急シアターオーブ・梅田芸術劇場）
- 2014年、『ベアトリーチェ・チェンチの肖像』（穂の国よとはし芸術劇場PLAT・シアター1010） - ベアトリーチェ・チェンチ
- 2014年、『ミュージカル黒執事 地に燃えるリコリス』（六本木ブルーシアター・ドラマシティ） - マダム・レッド
- 2015年、『ミュージカル黒執事 地に燃えるリコリス2015』 - マダム・レッド
- 2016年、『ダニー・ボーイ〜いつも笑顔で歌を〜』（東京国際フォーラム・新歌舞伎座） - エイミー・城戸[5]
- 2017年、『グレート・ギャツビー』（日生劇場・中日劇場・梅田芸術劇場・博多座） - ジョーダン・ベイカー[6]
- 2019年、『ねこのおんがく ねこのおはなし』（ガルバホール）[7]
- 2019年、『R&J』(日本青年館・森ノ宮ピロティホール） - ヘレナ[8]
- 2019年、『GOZEN-狂乱の剣-』(サンシャイン劇場・ドラマシティ） - 朝霧[9]
- 2022年、『フィスト・オブ・ノーススター〜北斗の拳〜』（Bunkamuraオーチャードホール・キャナルシティ劇場） - トウ／トヨ[10]
- 2022年、『アラバスター』（東京芸術劇場・梅田芸術劇場）[11]
- 2024年、『Bats in the Belfry』（浅草九劇）[12]

### ディスコグラフィー
- 『Close Your Eyes』（2013年10月30日リリース、配信限定）
- 『NIGHT PARADE』（2014年8月20日発売）
- 『LIV』（2014年10月22日発売）